# Obergericht des Kantons Bern

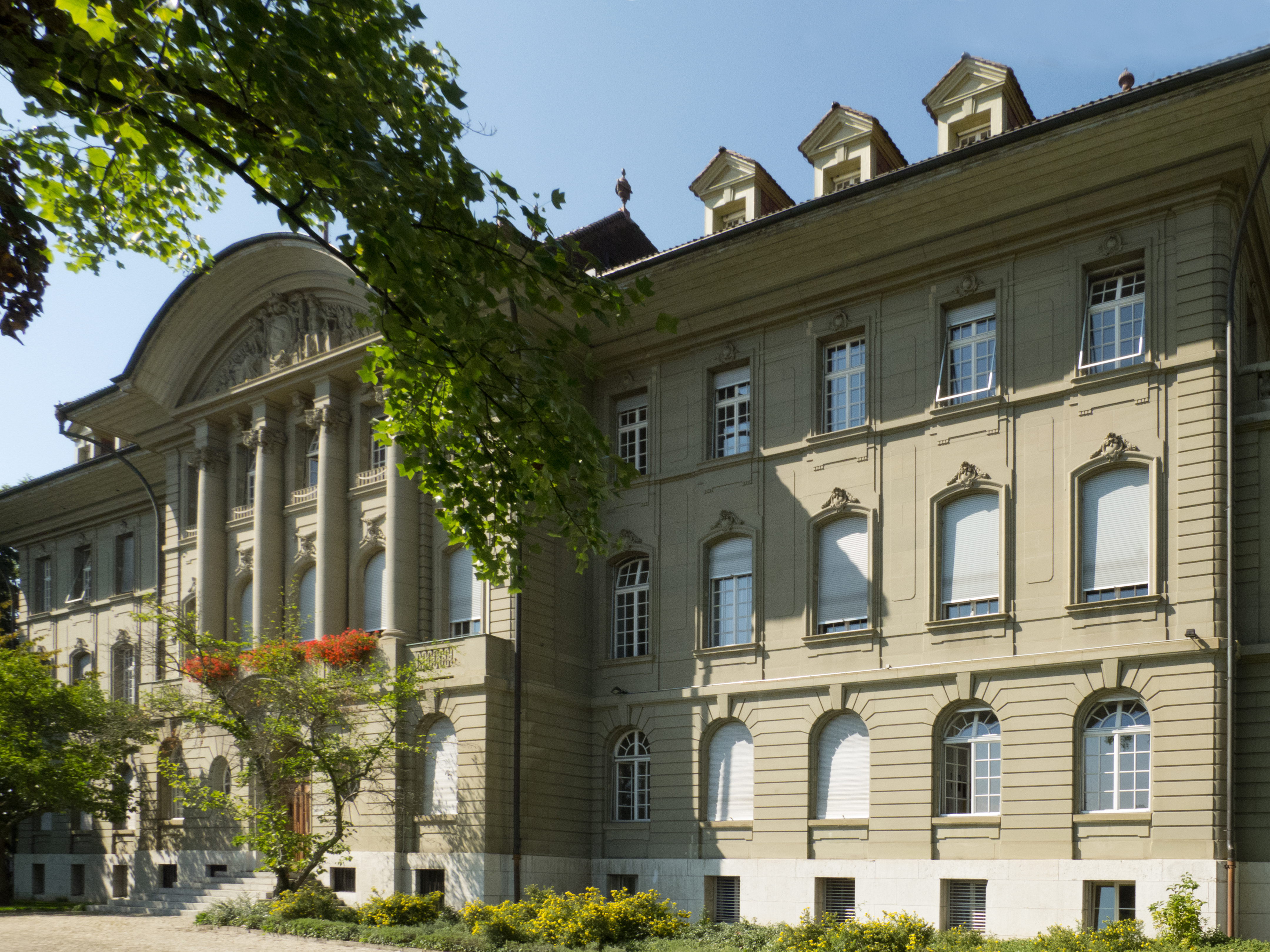
Obergericht des Kantons Bern

Das Obergericht des Kantons Bern (französisch Cour suprême du canton de Berne) ist die oberste rechtsprechende Behörde des Kantons Bern in Zivil- und Strafsachen. Sein Sitz befindet sich in der Stadt Bern, unweit des Hauptbahnhofs, im Stadtteil II Länggasse-Felsenau bzw. im Quartier Grosse Schanze. Das Obergericht steht unter der Oberaufsicht des Grossen Rates des Kantons Bern.

## Bestand und Konstituierung

### Richterinnen und Richter
Das Obergericht verfügt über höchstens 21 Vollzeitstellen für hauptamtliche Oberrichterinnen und Oberrichter sowie über höchstens 15 Stellen für Ersatzrichterinnen und Ersatzrichter.
Das Handelsgericht sowie das Kindes- und Erwachsenenschutzgericht (Kammern der Zivilabteilung des Obergerichts) verfügen zudem über spezialisierte, nebenamtlich tätige Fachrichterinnen und Fachrichter:
- Das Handelsgericht verfügt über höchstens 50 deutschsprachige kaufmännische Fachrichterinnen und Fachrichter sowie über 20 französischsprachige kaufmännische Fachrichterinnen und Fachrichter.[3]
- Das Kindes- und Erwachsenenschutzgericht verfügt über höchstens 25 Fachrichterinnen und Fachrichter (Sachverständige im Bereich der Sozialen Arbeit, der Pädagogik, der Psychologie oder der Medizin), wobei dafür zu sorgen ist, dass beide Amtssprachen (deutsch und französisch) angemessen vertreten sind.[4]

Sämtliche, am Obergericht tätigen Richterinnen und Richter werden vom Grossen Rat für eine Dauer von 6 Jahren gewählt.

### Präsidium
Der Präsident oder die Präsidentin des Obergerichts wird durch den Grossen Rat aus den hauptamtlichen Oberrichterinnen und Oberrichtern für eine Amtsdauer von drei Jahren gewählt, wobei eine einmalige Wiederwahl zulässig ist. Amtierender Obergerichtspräsident (Amtsdauer bis 31. Dezember 2027) ist Marcel Schlup (SVP).
Die Abteilungspräsidenten der Zivil- und Strafabteilung sind zugleich die Vizepräsidenten des Obergerichts. Sie werden durch das Plenum (die hauptamtlichen Oberrichterinnen und Oberrichter) für eine Amtsdauer von drei Jahren gewählt.

## Gliederung
Das Obergericht gliedert sich wie folgt:
- Generalsekretariat
- Zivilabteilung
  - 1. Zivilkammer
  - 2. Zivilkammer
  - Handelsgericht
  - Kindes- und Erwachsenenschutzgericht (KESGer)
  - Aufsichtsbehörde in Betreibungs- und Konkurssachen (AB SchKG)
- Strafabteilung
  - 1. Strafkammer
  - 2. Strafkammer
  - 3. Strafkammer[13]
  - Beschwerdekammer

Dem Obergerichtspräsidenten bzw. der Obergerichtspräsidentin untersteht das Gerichtsinspektorat (prüft und evaluiert den Rechtsprechungsbetrieb sowie die richterliche Amts- und Fallführung der erstinstanzlichen Zivil- und Strafgerichte).
Die kantonale Anwaltsaufsichtsbehörde sowie die kantonale Anwaltsprüfungskommission sind dem Obergericht administrativ angegliedert.